# Ionia (Michigan)
Pour la ville du Missouri, voir Ionia (Missouri).
Ionia est une ville située dans l’État américain du Michigan. Elle est le siège du comté de Ionia. Selon le recensement de 2000, sa population est de 10 569 habitants.